# Лабур Тетяна Михайлівна
Тетяна Михайлівна Ла́бур (нар. 22 січня 1948) — фахівець у галузі зварювання, доктор технічних наук, провідний науковий співробітник відділу фізико-металургійних процесів зварювання легких металів і сплавів Інституту електрозварювання ім. Є. О. Патона.

## Біографія
Тетяна Михайлівна народилася 22 січня 1935 року в м. Грозний, Чеченська республіка.
У 1972 році закінчила Київський політехнічний інститут.
Ще під час навчання, у 1970 починає працювати в Інституті електрозварювання НАН України, м. Київ.
У 1990 році захистила кандидатську дисертацію на тему «Сопротивление разрушению сварных соединений тонколистовых высокопрочных алюминиевых сплавов АМг6 НПП, 1201 и 1420» за спеціальністю «Технологія та обладнання для зварювання і споріднених процесів»
З 1995 до 2011 року працювала старшим науковим співробітником відділу фізико-металургійних процесів зварювання легких металів і сплавів інституту електрозварювання ім. Є. О. Патона.
У 2005 році захистила дисертацію на тему «Технологічні основи забезпечення надійності з'єднань конструкцій літальних апаратів з тонколистових алюмінієво-літієвих сплавів» та отримала ступінь доктора технічних наук за спеціальністю «Проектування, виробництво та випробування літальних апаратів». Під час написання дисертації, Тетяна Михайлівна працює над питаннями можливості та доцільності використання нового класу алюмінієвих сплавів систем Al-Li-Mg (1420, 1421. 1423, 1424) та Al-Li-Cu (1450, 1451, 1460, 1461, 1463, 1464) при створенні нових модифікацій літальних апаратів, забезпечення надійності зварних з'єднань типових елементів конструкцій ЛА з тонколистових алюмінієво-літієвих сплавів.  [Архівовано 3 листопада 2019 у Wayback Machine.]
З 2011 року працює провідним науковим співробітником відділу фізико-металургійних процесів зварювання легких металів і сплавів інституту електрозварювання ім. Є. О. Патона.
У 2017 році Указом Президента України на підставі подання Комітету з Державних премій України в галузі науки і техніки за роботу «Матеріали і технології конструкцій сучасної авіаційної техніки» присуджена Державна премія України в галузі науки і техніки.

## Напрям наукової діяльності
- зварювання високоміцних алюмінієвих сплавів різних систем легування, у тому числі з додаванням літію та скандію;
- розробка та впровадження у виробництво, зокрема на ДП «Антонов», ефективних присадових дротів і технологій зварювання високоміцних алюмінієвих сплавів
- дослідження надійності та працездатності зварних з'єднань у конструкціях при експлуатації, зокрема й за екстремальних умов;

## Праці
Тетяна Михайлівна має понад 300 публікації як в Українських виданнях, так і у закордонних, у тому числі й періодичних виданнях, що входять до наукометричних баз, а саме Scopus, Google Scholar.

### Монографії
Ищенко, А. Я. — 416 с.

### Патент
Патент України на корисну модуль UA 114055 U, G01N 27/90. Вихрострумовий спосіб визначення механічних характеристик зварних конструкцій / О. П. Осташ, В. М. Учанін, Ю. В. Головатюк, Т. М. Лабур. — № u201609223; заявл. 05.09.2016; опубл. 27.02.2017. — Бюл. № 4/2017.

### Періодичні видання
За останні роки Лабур Т. М. публікується у періодичних виданнях, що входять до наукометричної бази Scopus, а саме:
- міжнародний науково-технічний та виробничий журнал «Автоматическая сварка», м. Київ («Avtomaticheskaya Svarka») —  [Архівовано 17 червня 2019 у Wayback Machine.]
- Journal «Welding International» —  [Архівовано 25 листопада 2021 у Wayback Machine.]
- Journal «Materials Science» —  [Архівовано 1 травня 2019 у Wayback Machine.]
- Науковий і технічний міжнародний журнал Фізико-механічного інституту ім. Г. В. Карпенка НАН України «Фізико-хімічна механіка матеріалів» («Fiziko-Khimicheskaya Mekhanika Materialov»)